# Aprilia (empresa)
Aprilia é uma empresa italiana produtora de motocicletas, uma das subsidiárias da Piaggio. Em tempos recentes, a Aprilia é uma produtora de motos esportivas, como a RSV Mille V2 de 1,000 cc e a RSV4 V4. Aprilia tem sido bem sucedida em torneios de motociclismo.

## História
Aprilia participou do Campeonato Mundial de Motocross pela primeira vez competindo na categoria de 125 cc de 1976 a 1981, com o melhor resultado sendo um quinto lugar do piloto Corrado Maddi, na temporada de 1979.
Em 15 de agosto de 2010, a Aprilia se tornou a mais bem sucedida marca na história das competições de motociclismo, alcançando sua 276ª vitória. 